# پاستور ۴۸۰۴
سیارک ۴۸۰۴ (به انگلیسی: 4804 Pasteur، نامگذاری:1989XC1) چهار هزار و هشتصد و چهارمین سیارک کشف شده‌است که در ۲ دسامبر ۱۹۸۹ کشف شد.
قدر مطلق سیارک برابر ۱۱٫۶۰ است.